# طواف سويسرا 1996
طواف سويسرا 1996 (بالإنجليزية: 1996 Tour de Suisse)‏  هو سباق دراجات هوائية، وهو الموسم رقم 60 من السباق، وأقيم خلال الفترة 11 يونيو 1996، وحتى 20 يونيو 1996، وهو من نوع سباق المرحلة.
فاز فيه بالمركز الأول بيتر لوتينبيرجير، وبالمركز الثاني Gianni Faresin ‏، وبالمركز الثالث جياني بونيو، والفائز في ترتيب التسلق  جياني بونيو، والفائز حسب ترتيب النقاط Andrey Teteryuk ‏.

## الفائزون
| الترتيب    | الفائز           |
| ---------- | ---------------- |
| الفائز     | بيتر لوتينبيرجير |
| الثاني     | Gianni Faresin ‏  |
| الثالث     | جياني بونيو      |
| حسب النقاط | جياني بونيو      |
| تسلق الجبل | Andrey Teteryuk ‏ |